# Ngòi Hít
Ngòi Hít là phụ lưu của Ngòi Sảo, phụ lưu cấp 2 của sông Lô. Ngòi Hít chảy ở huyện Bắc Quang tỉnh Hà Giang, Việt Nam .
Sông có chiều dài 20 km và diện tích lưu vực là 67 km² .

## Dòng chảy
Ngòi Hít bắt nguồn từ bản Thác Va ở phần đông nam xã Liên Hiệp huyện Bắc Quang, và có tên là suối Thác Va. Ngòi chảy về tây bắc. 22°24′35″B 105°00′24″Đ / 22,40972°B 105,00667°Đ
Đến làng Ninh xã Bằng Hành ngòi đổ vào Ngòi Sảo bên bờ trái .
Quốc lộ 279 ở đây được mở dọc theo thung lũng Ngòi Hít.

## Chỉ dẫn
1. ↑  Trong tiếng Việt thì "Ngòi" đã có nghĩa là sông, suối.